# Chiesa di San Tomaso Apostolo (Bergamo)
La chiesa di San Tomaso Apostolo è il principale luogo di culto cattolico del quartiere San Tomaso de' Calvi, quartiere di Bergamo in provincia e diocesi di Bergamo; fa parte del vicariato urbano sud-ovest. Il 10 gennaio 1940 la chiesa fu eretta a parrocchiale.

## Storia
In prossimità di borgo Santa Caterina vi era la chiesa intitolata a san Tomaso che aveva una storia molto antica forse già esistente a Bergamo nel primo millennio, e soggetta a diverse ricostruzioni per venire distrutta poi nel 1865 dopo essere stata acquistata dal comune di Bergamo con lo scopo di riorganizzare l'urbanistica cittadina con la formazione della piazza antistante il palazzo dell'Accademia Carrara. 
Per l'edificazione di una nuova chiesa serve attendere il Novecento. Fu posta la prima pietra il 10 aprile 1926 dal vescovo Luigi Maria Marelli su progetto di Dante Fornoni figlio del più famoso Elia Fornoni. Servirono quattro anni per la sua completa costruzione, che è diventata il simbolo del quartiere.
Il nuovo edificio fu consacrato il 2 ottobre 1937 dal vescovo Adriano Bernareggi facendo dono e sigillando nell'altare maggiore le reliquie dei santo Alessandro di Bergamo, Teodoro, e Tommaso apostolo. Nel 1949 fu innalzata sempre su progetto dell'architetto Dante Fornoni, la torre campanaria in pietra di Bagnatica, con la consacrazione del concerto composto di otto campane fuse dalla ditta Ottolina in "do gr. " dal vescovo Adriano Bernareggi. La seconda metà del Novecento vide la chiesa oggetto di lavori di manutenzione, mantenimento e ammodernamento.

## Descrizione

### Esterno
L'edificio di culto si presenta con l'imponente facciata in blocchi di pietra squadrata di Credaro con un'alta zoccolatura in pietra bugnata. La facciata è tripartita con i due settori laterali di misura inferiore e leggermente avanzati rispetto al settore centrale. L'ampio sagrato che lo precede, accompagna alla chiesa sopraelevata da cinque gradini, con l'ingresso principale posto all'interno di un inserto delimitato da pietra bugnata con una lunetta superiore. A fianco dell'ingresso due sfondati, e due quadrati sempre sfondati. Sulla parte superiore un'apertura a forma di croce atta a illuminare l'aula. La facciata termina con il timpano triangolare.

### Interno
L'interno a unica navata e a pianta rettangolare divisa da lesene che reggono archi a tutto sesto con gradoni con le estremità decorate. Vi sono gli altari dedicati al Sacro Cuore di Gesù, e alla Madonna con la statua della Vergine seduta col Bambino. La quarta campata è dedicata alla zona penitenziale. 
La zona presbiteriale con volta a botte a pianta rettangolare, rialzata da tre quattro gradini e terminante con il coro absidato.